# Fusta

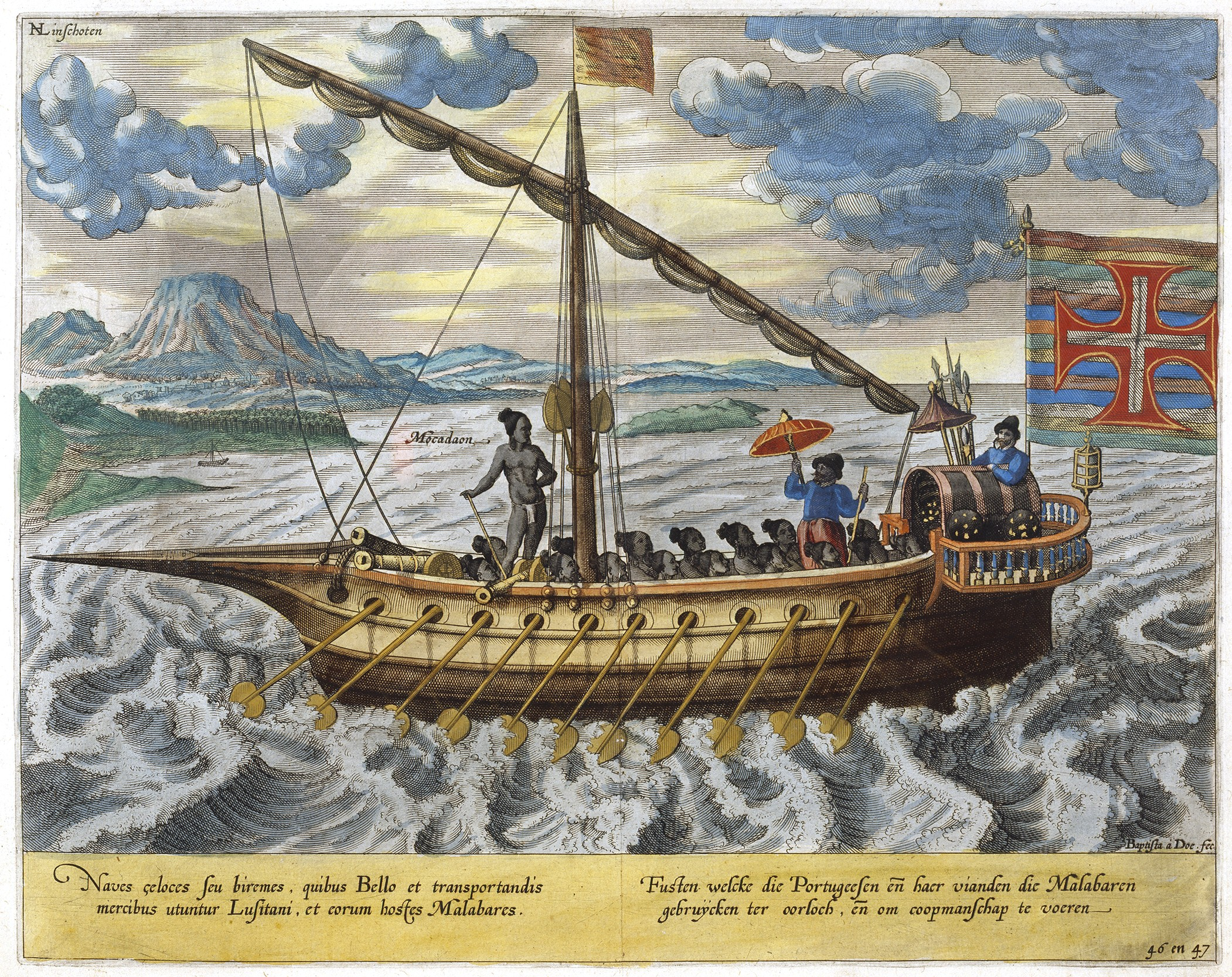
Fusta com pavilhão português (Itinerario de Jan Huygen van Linschoten)

A fusta é uma embarcação comprida e estreita, de fundo chato, dotada de remos, velas e entre um e três mastros, que conheceu particular uso durante o período dos Descobrimentos.

## Descrição
A fusta pertence à família das embarcações a remos. Mostra algumas semelhanças com a galé, embora seja de dimensões mais reduzidas, e com o bergantim, embora este fosse de voga simples, i.e. contava com um único remador por banco e por remo, ao passo que as fustas podiam ser birremes ou  trirremes. Com efeito, as fustas contavam com dois a cinco remos por bancada, os quais por seu turno albergavam 15 a 30 bancos de remadores.
A fusta pautava-se pela borda direita e pela proa de beque longo, armado de esporão.
Contava com entre um a três mastros, designadamente o traquete, que vinha com vela redonda; o grande e a mezena ou artimão, que por seu turno, contavam com velas bastardas triangulares.
Caracterizavam-se, também, por terem um tendal à popa, sobre o qual se montava um toldo e, por vezes, alguns paveses junto à borda. Estavam dotadas com um ou dois pequenos canhões na proa, para defesa.
Tendo em conta o significativo comprimento deste tipo de embarcações, que podia chegar até aos 25 metros, e dado o seu insignificante pontal, as fustas não podiam ter coberta, de maneira que a aguada (o espaço onde se armazenava a água potável da embarcação) se situava debaixo das xareta e os mantimentos nos paióis volantes ao pé da amurada.
A ré e avante tinham chapitéu e castelo semelhantes aos das embarcações das fragatas de navegação fluvial.

## Tipologia e uso
A fusta é um exemplo paradigmático de um certo tipo de barcos a remos, commummente designado fustalha (por alusão às fustas), onde se inseriam embarcações a remos, como a galeota, o bergantim ou a fragata.
Devido às suas dimensões reduzidas e pequeno calado, a fusta era capaz de navegar em águas pouco profundas e muito junto à costa. À guisa das galés, gozava de boa bastante manobrabilidade, por virtude de não estar estritamente dependente do vento.
Estes tipos de embarcações tiveram uma considerável importância na aproximação e nos combates junto à costa, tarefa, por sinal, difícil para navios de maior calado e com menor manobráveis em espaços apertados como era o caso dos navios à vela. Os Portugueses empregaram estas embarcações da família das galés no Oriente, quase desde a sua chegada e no Norte de África desde que para aí navegaram, quer como resposta a meios naúticos idênticos, lá encontrados, quer enquanto manifestação de uma notável capacidade de adaptação às circunstências geográficas e bélico-nauticas com que se depararam.

## Abonações  históricas
Nas "Curiosidades de Gonçalo de Sousa", lê-se: "Fustas são nauios de remos ligeiros de trinta e cinquo remos levão vinte e cinquo ate trinta soldados brancos de guerra. Tres ou quatro falcoens; trinta remeiros".
Na obra de Bluteau, a fusta surge descrita como «Embarcação comprida e chata, de velas, e remos. Alguns a chamao Liburna».
A fusta é uma das embarcações mais referidas por Fernão Mendes Pinto na sua obra «Peregrinação», tendo-se servido desta como ponto de referência para, por analogia, se reportar a alguns dos tipos de embarcações orientais, com que se deparou.

## História
Uma das mais célebres viagens de fusta, foi a de Diogo Botelho Pereira que, em 1535, foi de Cochim a Lisboa, dar a nova da fundação da fortaleza de Diu.
Na hierarquia da Marinha portuguesa, consta referência ao posto de capitão de fusta, em 1433. Por igual, há também alusão ao posto alcaide de fusta, que terá surgido na segunda metade do século XV.